# Greg Smith (cestista 1947)
Gregory Darnell Smith, detto Greg (Princeton, 28 gennaio 1947), è un ex cestista statunitense, professionista nella NBA.

## Carriera
Venne selezionato dai Milwaukee Bucks al quarto giro del Draft NBA 1968 (50ª scelta assoluta).

## Palmarès
- Campionato NBA: 1

Milwaukee Bucks: 1971